# Ama no Uzume

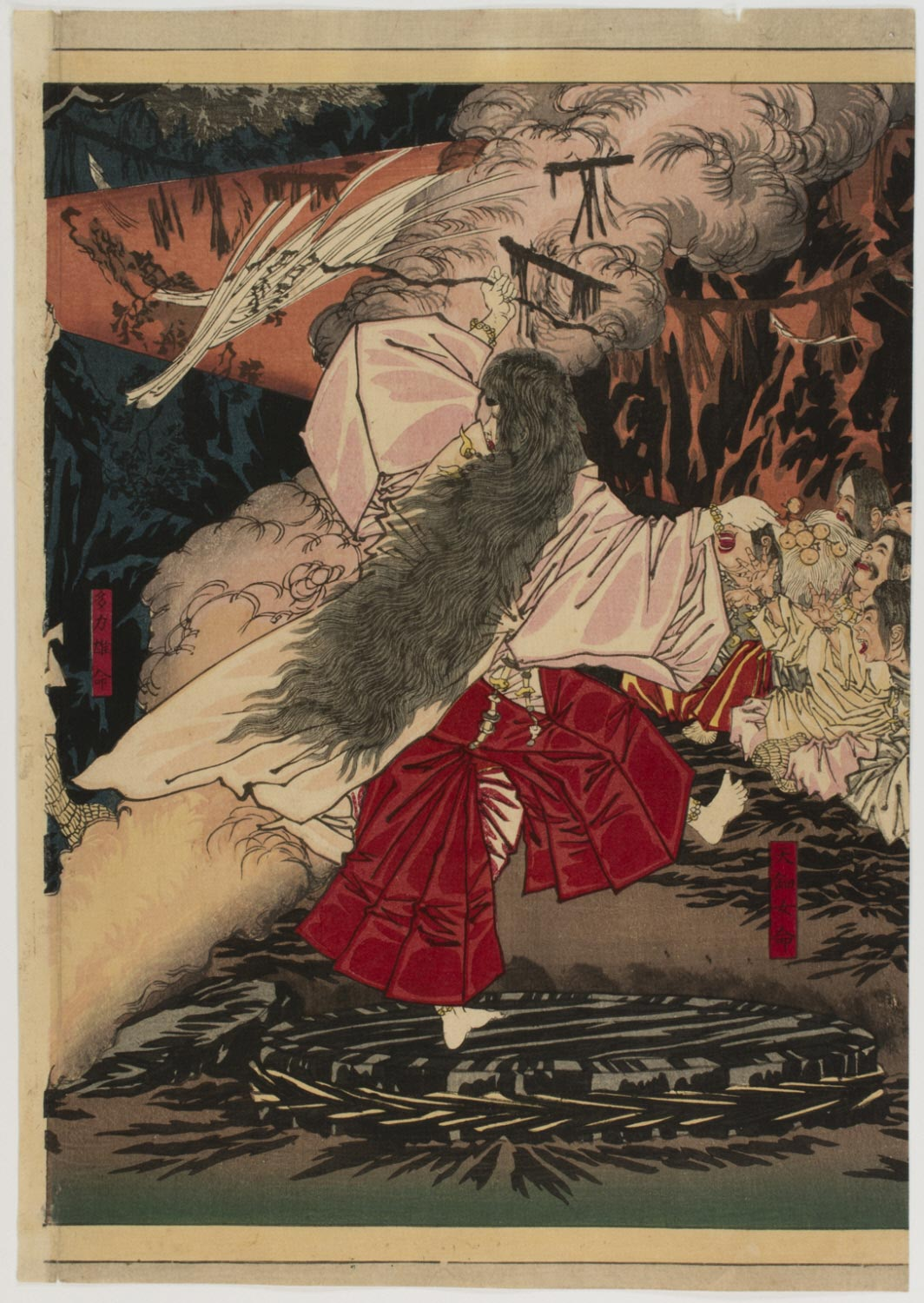
Uzumin tanec

Ama no Uzume, též Amanouzume či jen Uzume, je japonská bohyně, patronka tanečnic a tanečníků. V lidovém podání je chápána jako ztělesnění ženství a jako protějšek či manželka zemského boha jménem Sarudahiko, který je spojován s mužskou sexualitou. Vystupuje v mýtu o tom jak bohyně slunce Amaterasu opustila jeskyni ve které se skrývala poté, co tanec Ama no Uzume rozesmál bohy tak, až se nebesa otřásala. To lze srovnat s tancem kagura, který pro pobavení bohů provádí kněžky či šamanky zvané miko. Ama no Uzume se podobá indoevropským bohyním úsvitu jako je řecká Éós nebo védská Ušas, ale v původních japonských pramenech s rozbřeskem explicitně spojována není.
Kronika Kodžiki vypráví o tom, jak se sluneční bohyně Amaterasu uchýlila do jeskyně a uvrhla tak celý svět do tmy. Aby byla vylákána ven, vymyslel bůh Omorikane no kami lest: krásná mladá bohyně Ama no Uzume si stoupla před jeskyní na vrchol převrácené kádě a zatímco tančila erotický tanec, ostatní bohové se svými posvátnými nástroji prováděli obřady. Když Uzume odhalila svá ňadra a pohlavní orgány, vypuklo shromáždění v takový jásot, že ho zaslechla i Amaterasu, která pootevřela dveře svého úkrytu a ze zvědavosti se podívala co se děje. Když se pak zeptala mladé bohyně proč se všichni smějí, tak ta jí odpověděla „Radujeme se, poněvadž je tady vznešenější božstvo, než jsi ty.” Pak před ní bohové postavili kouzelné zrcadlo a vylákali ji tak zcela z jeskyně. Příběh opakuje kronika Nihonšoki, v které je označena za prapředkyni opičích královen a zmiňuje, že během tance měla čelo ozdobené větévkami posvátného stromu sakaki z nebeské hory Kagu.